# スーパーリアル麻雀
『スーパーリアル麻雀』（スーパーリアルまーじゃん）は、セタが開発し、タイトー、エイブルコーポレーションなどによって販売された脱衣麻雀ビデオゲームシリーズ。

## 概要
1987年にシリーズ化の母体となる第1作が発売され、シリーズは7作目まで展開された。各シリーズは家庭用ゲーム機やPCへも移植されている。
ジャンルとしては脱衣麻雀である。脱衣シーンはそれまでの脱衣麻雀の静止画とは異なり、本作の脱衣シーンはアニメーターの手描きによるアニメーションとして描かれている。滑らかに動き、さわやかな笑顔で脱衣する魅力的な対戦相手のヒロイン、という路線を確立した『P2』のショウ子の脱衣画像が掲載された新声社のアーケードゲーム誌『ゲーメスト』1988年4月号の巻末カラー記事は話題となり、中には雑誌を買わずに該当のページを切り取って盗む者も出たらしく、書店側から発行元にクレームが来たという。さらには通販によるバックナンバー販売も掲載号は即完売になったほどで、1988年6月号の読者投稿欄「ゲーメストアイランド」には2ページもの反響が掲載された。この『P2』以降、10年以上にわたって続編が制作されることとなった。また、後年の移植版『スーパーリアル麻雀 LOVE 2〜7!』の販売元であるシティコネクションの吉川延宏によると、本シリーズは脱衣麻雀の作り手たちにとって思い入れのある作品であり、たとえば『アイドル雀士スーチーパイ』の開発チームは本シリーズとの差別化を目標としたとされている。
本シリーズに関してしばしば、なぜタイトルが「スーパーリアル」なのか、という疑問が呈されることもある。これは、シリーズ第1作目のセールスポイントである「麻雀としての質感や洗牌の動作、牌を動かす手の動作などが非常にリアル」という要素に由来している。しかし、1作目はセールス面で大失敗に終わってしまい、テコ入れを余儀なくされた。そこで発売された続編『PII』の新要素「アニメーションによる脱衣シーン」が本作を一気に人気シリーズに押し上げるきっかけとなり、大幅に路線が変更された。これにより、本来の「スーパーリアル」な要素は縮小して4作目『PIV』で完全に撤廃され、それ以降の「スーパーリアル」というフレーズはシリーズのタイトルに冠しながらも本来の意味を失った「昔の名残」となった。
また、単なる「リアル麻雀」ではなく「スーパー」を冠するのは、セタは第1作目の前となる1985年から1986年にかけ、アーケードゲームの脱衣麻雀『リアル麻雀 牌牌』シリーズを開発（販売はアルバおよびビスコ）していたことが経緯としてある。当時の従来作品ではカードのように平面で表現されていた麻雀牌を立体で表現する先陣を切ったほか、従来作品よりもさらに実際の麻雀に近いルールを採用したことを特徴としている。『スーパーリアル麻雀』とはシリーズ作品としての関連はないが、「リアル」のコンセプトは共通した実質的な前身となっている。
アーケードゲームとしては『スーパーリアル麻雀VS』まで8作が制作されたあと、シリーズは休眠状態となった。これは、後に「JAMMAの自主規制により、脱衣麻雀がアーケードでの展開ができなくなった」ことも一因とされる。なお、実際には名目上の自主規制であり、『VS』の次作『P8』の開発も、セタの会報誌『P'sClub』1999年8月10日号で発表され、アイディア公募も実施された。しかし、セタがアルゼに買収されたことから会報誌は同号限りで最終号となったうえ、ファンクラブも終了した。そのほか、「家庭用ゲームソフトに対する暴力行為や性的描写に対する規制が厳しくなったため、コンシューマへの移植などの展開ができなくなった」「メーカーであるセタが、セタおよび本シリーズとの関わりが大きかったサミーとの仲が非常に険悪なアルゼ（後のユニバーサル・エンターテインメント）に買収された」などの要因もある。なお、セタはアルゼの完全子会社と化した後、2009年2月9日付けで解散・清算された。
シリーズ休眠後にはアルゼにより脱衣要素を排除し、キャラクターデザイナーを影崎由那に変更した『新スーパーリアル麻雀シリーズ Hi☆Paiパラダイス』（しんスーパーリアルまーじゃんシリーズ はいぱいパラダイス）が制作されているが、セールスは上がらず、2作限りとなっている。
2003年以降は、脱衣麻雀要素は無いものの、携帯アプリとしてシリーズのヒロインを用いたミニゲームを楽しめるようになった。また、2009年3月にはアルゼのパチスロブランド「メーシー」より、パチスロ版『スーパーリアル麻雀』が発表された。
本作品のコンテンツは長らくユニバーサル・エンターテインメントで運営された後、2013年6月からはシーエーモバイルに移管された。2015年9月からAndroidアプリでの配信が開始され、ストーリーと声優が一新されている。
2016年4月には、商標を含むすべての権利が、アルゼが権利を保有してきた時から開発・運営を受託してきたマイティークラフトに移管された。同年8月12日にシリーズ新作の制作が発表され、クラウドファンディングによる資金調達を行い、2018年8月21日に21年振りとなるナンバリングタイトル『スーパーリアル麻雀P8』のGoogle Play版が公開された。なお、前述の理由からアーケード向けの脱衣麻雀ではなく、スマートフォン向けのアイドルセクシー麻雀に変わっている。

## シリーズ作品

### スーパーリアル麻雀PI
アーケード用麻雀ゲームとして、1987年3月に発売。販売はタイトーで、以降『PIII』まで担当していた。キャッチフレーズは「まぁまぁじゃん！とは言わせない」。本作に限り、登場するキャラクターはプレイヤーと対局相手の「手」のみ。脱衣要素も存在しない。また、本作はいかなる形でも一切の移植・リメイクが行われていない。
『PI』はシリーズ化によってあとから便宜的に付与された名称ではなく、タイトルロゴで実際に「スーパーリアル麻雀」の文字よりも大きく表記されている。しかし「I」がアルファベットかローマ数字のどちらであるか、および『PI』の読み方はパンフレットなどにも記載がないため不明で、これが続編同様に "Part 1" の意味だったのか、もしくは、当初は前述の『リアル麻雀 牌牌』のように「牌」（パイ）を意味するものであったのかは公式の資料からは知ることができない。ただパンフレット上では「実際に牌に触っているような中毒性快感」を謳い文句にしており、「SUPER REAL MAHJONG PI」の英語表記も見られる。
2人打ち麻雀としてその質感や打ち手の手が画面上で表現される、洗牌時に表に見えた牌は実際に打つ時にもその場所に同じ牌で存在する、などのリアル感が売りであり、以降のシリーズとは違って脱衣シーンがいっさい存在せず、淡々と麻雀を打っていく内容である。また、当時としては珍しいあがり役の読み上げもあり、さらにリアル感を演出していた（後年でこそ普通となったが、当時は基板のスペックが未熟だったため、読み上げまで手を入れている作品は珍しかった）。しかし、本作は市場に受け入れられず、まったく売れなかった。
対局相手となるCPUキャラクターは女性の手として表現されており、洗牌時やリーチ時にタバコを持ったり、プレーヤーの捨牌に時間をかけたりすると、手を台の上に乗せて指をトントンさせながらイライラする仕草を見せるほか、さらに時間が掛かりすぎると台を叩いてプレーヤーのツモ牌を強引に捨てさせる。また、タバコを指に挟んだままの手で牌を取捨したり、この時にプレイヤーが上がると持っているタバコをテーブルに擦りつけて消して灰を手で拭うというマナーの悪さも見せる。

### スーパーリアル麻雀PII
1987年6月に発売。販売不振の前作『PI』のニューバージョンとして、麻雀ゲームにヒロインの脱衣画像のご褒美を付けた脱衣麻雀に生まれ変わった。本作以降は従来の脱衣麻雀と異なり、アニメーターの田中良によって描かれたヒロイン達がアニメーションで脱衣しながら柔肌を露にしていく艶姿が、注目を浴びることとなる。本作の脱衣画像を掲載した当時のアーケードゲーム専門誌『ゲーメスト』（新声社）は、売上部数が倍増したという。
本作のヒロインは女子高生のショウ子（声：山本百合子/アプリ版：新田恵海）であり、キャッチコピーである「ロンよりショウ子をみせたげる」の由来でもある。
本作には稼動時間の経過と共に難易度が上昇する、「ランクシステム」が搭載されている。このランクは稼動を続ける限り上昇し続けて下降する要素が一切無いため、コントロールパネルからデータリセット操作を実行するか、基板に半田付けされているハイスコア保存用のバックアップ用電池が切れていない限り、最高難度となっている。
女性の脱衣シーンが追加された点や、女性のボイスが若返った点以外は完全に前作からの流用のため、対局相手が台を叩いたりタバコを吸ったりする仕草は前作のままである。そのため、公式設定では「ショウ子は代脱ぎ（対局相手は代打ち）」ということになっている。

### スーパーリアル麻雀PIII
1988年に発売。本作ではタイトル画面のみ『PIII』ではなく『Part3』と表記されている（インストラクションカードや取扱説明書では『PIII』表記）。ヒロインは芹沢 香澄（せりざわ かすみ、声：柴田由美子/アプリ版：山本彩乃）と芹沢 未来（せりざわ みき、声：荘真由美〈アーケード版〉→富沢美智恵〈移植版〉/アプリ版：種﨑敦美）の2人姉妹である。
画面がパンするなど、大きな絵が動くようになった脱衣アニメが進化。高確率で出してくる天和や地和に加え、姉妹が勝利するとそれまでに脱いだ服を着てしまう仕様となっていた。ただし、姉妹勝利時の着衣とコンティニューの有無はディップスイッチで変更可能である。前作同様のタイマーによるランクシステムは本作にも搭載されているため、店舗で稼動していても確実に最高難度状態である。ただし、データリセット操作や基板上の設定で強制的に配牌を聴牌にすることは可能である。
前作まで存在した、「洗牌シーン」と「対局相手のタバコや台叩き」は廃止されている。
メダルゲーム仕様で、タイトルが『りある麻雀ごーるど 夢牌』となっているバージョンも存在する。基板はメダルゲームに再設計されたものでタイトルのコピーライト表記は「ALBA」。BETしたメダルが上がり役ごとに設定された倍率で払い出される形式。ゲームの展開は同じだが、配牌直後の牌交換、手牌をまるごと相手と入れ替え、選択した牌を三元牌と交換、流局後に10回まで余計にツモれる、一定時間配牌が良くなる等のイカサマ技が使用可能になっている。また、電源投入時間によるランクアップシステムは廃止されている。ディップスイッチで役満出現率やメダルの配当率を変えることが可能。（ちなみに基板上の不使用ディップスイッチの一つを｢ON｣にするとタイトル画面がスコア方式であるオリジナルに近いタイトルデザインとなりタイトル名も『スーパーリアル麻雀GOLDpart2』に変更されるがコピーライト表記は｢ALBA」のままである。ゲーム性には変更は無い。）

### スーパーリアル麻雀PIV
1993年4月11日に発売
。ヒロインは、長女・香織（かおり、声：まるたまり/アプリ版：井上喜久子）、次女・悠（ゆう、声：久川綾/PCエンジン版『PII＆PIIIカスタム』：緒方恵美/アプリ版：Lynn）、三女・愛菜（まな、声：瀬戸真由美→國府田マリ子/アプリ版：山崎はるか）の三姉妹である。
セタがサミーやビスコと共同開発したNEC V60搭載の32bit基板「システムSSV」第1弾である。表示色数が増えてアニメの動きも良くなり、BGMが付いた。原画から取り込んだ線画の彩色にはX68000が使われていた。この作品のみ販売はサミーが担当。
本作からは前作までと異なり、「三姉妹の居る雀荘のスタッフ募集の張り紙を見て訪れたプレーヤーが、その腕を試される」という明確なストーリーが設定された。
麻雀部分は非常に大味で、役満を含む大物手が出やすい傾向にある。
本作では、『PI』のセールスポイントの「手のアクション」が完全に廃止され、対局中は一般的な2人打ち麻雀ゲームと同様の演出となった。タイトルに冠されている「スーパーリアル」という言葉の意味は本作で失われたことになる。
裏技として、スタート時に「ポン・ロン」ボタンと同時にスタートボタンを押すと悠ステージから、「チー・リーチ」ボタンと同時にスタートボタンを押すと香織ステージからスタートすることができる。
香織ステージをクリアすると、エクストラステージとして『PII』のショウ子、『PIII』の香澄や未来と戦うことができる。ただし、エクストラステージは上がれば先へ進んでいくが、相手の上がりか流局で即ゲームオーバーになる。

### スーパーリアル麻雀PV
1994年11月に発売。ビスコが販売を担当。
ヒロインは学園の高等部2年生の友人同士3人。ヒロインの性格設定や、ストーリー設定がより緻密に作られるようになった。ストーリーは「学園で麻雀同好会設立を目指す美少女3人組が、プレーヤーを会員に引き入れるべく麻雀勝負に誘う」というものである。同好会は部室ではないので、それぞれの女の子の家に招かれて行うことになる。当初は『PIV』同様にシステムSSVでリリースされる予定だったが、独自の1枚基板で発売されたため、動画枚数は1000枚以上など性能やグラフィックが大幅に強化された。その一方で基板はヒートシンクが大きめで、CPUの耐久性も脆弱で壊れやすい設計となっていた。
アーケード版はタイトルデモ画面、脱衣シーンのBGMが無く、またクレジット投入音も唯一存在しない。
アーケード版から忠実に移植されているために内容が過激でもあり、サターン版は18歳未満のプレイヤーは買えないという意味で18禁とされていた。また、サターン版はオプションで8段階の難易度調節が可能となっている。
脱衣アニメの制作工程がセルアニメのそれと同じになり、スタジオ・ファンタジアによる1000枚にもおよぶ枚数の動画を用いた、より滑らかで扇情的なアニメが実現した。作画スタッフには、森山雄治や石野聡などが参加している。
前作と違い、麻雀部分はリアル志向に作られているため、大物手が出にくい傾向にある。
『スーパーリアル麻雀 for Mobile』がリリースされた際には、携帯版オリジナルヒロインの「ひな子」が追加された。
ヒロイン
- 遠野 みづき（とおの みづき）
  - 声：中山真奈美/近藤唯（アプリ版）
  - 年齢：17歳
  - 誕生日：6月27日（蟹座）
  - 所属：私立月浪学園2年（麻雀同好会）
  - 血液型：A型
  - 身長：164cm
  - スリーサイズ：B88 / W58 / H87
  - 趣味・特技：アウトドア、スポーツ観戦
  - 好きなもの：チャーシュー麺
  - 苦手なもの：満員電車

- 藤原 綾（ふじわら あや）
  - 声：山崎和佳奈/石黒千尋（アプリ版）
  - 年齢：17歳
  - 年齢：1月9日（山羊座）
  - 所属；私立月浪学園2年（麻雀同好会）
  - 血液型：AB型
  - 身長：169cm
  - スリーサイズ：B79 / W56 / H85
  - 趣味・特技：ポプリ作り、読書、料理
  - 好きなもの：詩集、日向ぼっこ
  - 苦手なもの：タマネギ

- 早坂 晶（はやさか あきら）
  - 声：丹下桜（初代）/吉倉万里（2代目）/山岡ゆり（アプリ版）
  - 年齢：17歳
  - 誕生日：10月12日（天秤座）
  - 所属：私立月浪学園2年（麻雀同好会）
  - 血液型：O型
  - 身長：152cm
  - スリーサイズ：B89 / W57 / H88
  - 趣味・特技：ショッピング、太極拳
  - 好きなもの：ネコ、入浴、卵料理
  - 苦手なもの：水泳大会、期末テスト

- 梢 ひな子（こずえ ひなこ）
  - 声：陰山真寿美/諏訪彩花（アプリ版）
  - 年齢：16歳
  - 誕生日：2月29日（魚座）
  - 所属：私立月浪学園1年（風紀委員会執行部）
  - 血液型：B型
  - 身長：145cm
  - スリーサイズ：B68 / W52 / H76
  - 趣味・特技：音楽鑑賞、絶対音感、点数計算が速い
  - 好きなもの：映画、ミュージカル、野球観戦、杏仁豆腐
  - 苦手なもの：犬、お化け

### スーパーリアル麻雀PVI
1996年3月に発売。
麻雀の打ち方によってヒロインからの評価が変わる、「ドキドキエモーションシステム」が導入された。ストーリーは「麻雀の達人である老人・香山藤兵衛（かやま とうべえ）をひょんなことから助けたプレーヤーが、お礼を強く訊かれてつい『お嫁さんが欲しい！』と口走ってしまったために、彼にお嫁さん候補として紹介された孫娘や彼の弟子であるヒロイン達と、麻雀勝負を繰り広げることになる」というもの。
アニメ制作は前作と同じくスタジオ・ファンタジア。前作より更に肉感を増した田中良の絵柄共々、2人目以降の脱衣アニメには、前述の「お嫁さん候補との麻雀勝負」という旨のストーリーに合わせ、単なる脱衣ではないヒロイン達の艶かしさを優先した構図や描写が散見される。
セガサターン (SS) 版がアーケード版とほぼ同時に開発されており、アーケード登場から2か月後の5月17日に発売された。そのアーケード版と遜色無い麻雀と脱衣内容は、当時18禁枠を設けていたSSにとってはキラーソフトの1つとなる。家庭用ゲーム機で必須とされる難易度設定も可能だった。
本作では初めて4人目のヒロイン（クリス・ガーランド）が登場するが、アーケード登場までその存在は隠匿されており、本編登場シーンも3人目のヒロイン（栗原真理）の完全脱衣後に自らは顔までコートを被った詳細不明の姿で主人公の前に現れ、コートを翻して和服を彼女なりに着こなした姿を披露するという演出が盛り込まれていた。なお、和服の着方を完全には理解しておらず、臍出しキャミソールやハーフタイツの上から和服をまとい、帯を巻いただけである。
また、版権画像やインストラクションカードについても、情報解禁前用として従来のようなヒロイン3人バージョンと、情報解禁後用としてヒロイン4人バージョンの2種類が制作されていた。
本作以降は店舗による「脱衣を行わない」設定が可能となっており、脱衣オフにした場合は『PI』のように淡々と麻雀のみを行うようになる。これは条例や客層を考慮した措置であり、最終作『VS』まで受け継がれている。
ヒロイン
- 香山 タマミ（かやま タマミ）
  - 声：豊嶋真千子/辻あゆみ（アプリ版）
  - 年齢：16歳
  - 誕生日：6月28日（蟹座）
  - 所属：県立 城西高校1年（ソフトボール部）
  - 血液型：A型
  - 身長：153cm
  - スリーサイズ：B76 / W61 / H82
  - 趣味・特技：友だちと遊ぶ、木登り
  - 好きなもの：アイスクリーム、漫画、カラオケ
  - 苦手なもの：マット運動、黒板を爪でこする音

- 来宮 ゆかり（きのみや ゆかり）
  - 声：大塚瑞恵/嶋村侑（アプリ版）
  - 年齢；19歳
  - 誕生日：2月13日（水瓶座）
  - 所属：国立信越大学農学部1年（乗馬サークル所属）
  - 血液型：A型
  - 身長：163cm
  - スリーサイズ：B82 / W57 / H85
  - 趣味・特技：乗馬、ジグソーパズル、水泳
  - 好きなもの：緑、動物、買い物
  - 苦手なもの：人混み、地下鉄

- 栗原 真理（くりはら まり）
  - 声：柳沢三千代/中恵光城（アプリ版）
  - 年齢：24歳
  - 誕生日：4月11日（牡羊座）
  - 職業：こひつじ幼稚園の保母
  - 血液型：O型
  - 身長：168cm
  - スリーサイズ：B87 / W56 / H89
  - 趣味・特技：映画鑑賞、テレビゲーム
  - 好きなもの：シュークリーム、旅行、料理でもてなすこと
  - 苦手なもの：雷

- クリス・ガーランド (Christine Garland)
  - 声：小山裕香/小林ゆう（アプリ版）
  - 年齢：23歳
  - 誕生日：8月18日（獅子座）
  - 出身：アメリカ合衆国・サンディエゴ
  - 所属：国立信越大学人文学部留学
  - 血液型：B型
  - 身長：172cm
  - スリーサイズ：B93 / W58 / H89
  - 趣味・特技：森林浴、ハーブ、史跡めぐり、野球
  - 好きなもの：ラベンダー、鍋パーティー
  - 苦手なもの：クモ、塩辛

その他
アーケードゲーム本編には登場しないが、前述の香山藤兵衛の設定も存在する。なお、SS版の追加イラストやネオジオポケット版では登場している。後に発売されたドラマCDでは、声優による音声も導入された。
- 香山 藤兵衛
  - 声：八奈見乗児
  - 年齢不詳のご隠居
  - 誕生日：10月10日（天秤座）
  - 血液型：AB型
  - 身長：162cm
  - 趣味・特技：カラオケ、散歩
  - 好きなもの：風呂、めし、酒
  - 苦手なもの：ゴキブリ

なお、アニメ制作時点ではヒロイン達の名前は完成時と異なっており、タマミが「たまえ」、ゆかりが「のぞみ」、真理が「かなえ」、クリスが「ジョーイ」であった。

### スーパーリアル麻雀P7
1997年に発売。最後の対局相手であるメインヒロインを選択可能となった。また、特定の条件を満たすとメインヒロインとの対局後に対局が可能となる、隠しヒロイン（豊原エツ子）も導入された。前2作とは異なり、基板もシステムSSVに戻っている。
ストーリーは、「資産家であり麻雀好きでも知られる麻比奈家の別荘に呼ばれたプレーヤーが、麻比奈夏姫と百合奈の姉妹と2人の家庭教師を担当する蘭堂芹香の3人を相手に麻雀勝負を通じてひと夏の思い出を紡いでいく」という内容である。開始時に用意された3つの物語の選択により、3種類の対戦順やストーリーが展開する。
本作の開発当時、セガは18禁枠を廃止する方針をとっていたため、乳首を露出させることこそ不可能となったが、開発スタッフはそれを逆手に取った形で、脱衣アニメの終盤を作り直した。各ヒロインに完全勝利した後には、SS版オリジナルの水着姿で展開する艶かしい新規シーンも追加されている。18歳以上推奨枠にて発売された。キャラクターデザインは田中良。
全員がパチスロ版『スーパーリアル麻雀』にも登場するが、声優は一新されている。
ヒロイン
- 麻比奈 百合奈（あさひな ゆりな）
  - 声：野田順子/桑谷夏子（パチスロ版）/五十嵐裕美（アプリ版）
  - 年齢：15歳
  - 誕生日：3月9日（魚座）
  - 所属：私立月浪学園中等部3年（新体操部）
  - 血液型：A型
  - 身長：155cm
  - スリーサイズ：B81 / W57 / H86
  - 趣味・特技：お菓子作り、ティーカップ収集、裁縫
  - 好きなもの：ぬいぐるみ、干した布団の香り
  - 苦手なもの：虫、白アスパラガス

- 麻比奈 夏姫（あさひな なつき）
  - 声：住友優子/山本麻里安（パチスロ版）/明坂聡美（アプリ版）
  - 年齢：18歳
  - 誕生日：7月30日（獅子座）
  - 所属：私立龍華院高等学校3年（陸上部）
  - 血液型：O型
  - 身長：167cm
  - スリーサイズ：B83 / W57 / H87
  - 趣味・特技：陸上種目
  - 好きなもの：妹（百合奈）、ビリヤード、ドキュメンタリー番組（警察物）
  - 苦手なもの：地震

- 蘭堂 芹香（らんどう せりか）
  - 声：永島由子/早水リサ（パチスロ版）/たかはし智秋（アプリ版）
  - 年齢：25歳
  - 誕生日；2月15日（水瓶座）
  - 職業：麻比奈家麻雀講師兼家庭教師
  - 血液型：AB型
  - 身長：169cm
  - スリーサイズ：B89 / W59 / H88
  - 趣味・特技：ドライブ、人にプレゼントすること
  - 好きなもの：エスニック料理、観葉植物
  - 苦手なもの：カエル、幽霊

- 豊原 エツ子（とよはら エツこ）
  - 声：芳野日向子/佐久間紅美（パチスロ版）/高橋未奈美（アプリ版）
  - 年齢：20歳
  - 誕生日：7月7日（蟹座）
  - 身長：164cm
  - スリーサイズ：B99 / W58 / H89
  - 血液型：O型
  - 所属：私立駒川大学教育学部2年
  - 職業：麻比奈家別荘お手伝い
  - 趣味・特技：手紙を書くこと
  - 好きなもの：蒸しパン、紅茶
  - 苦手なもの：ムカデ

### スーパーリアル麻雀VS
1999年に発売。販売はビスコが担当。
上記の『PV』から『P7』までのヒロイン達が総登場する番外編。前作までとは違い点数制となっており、通信対戦も可能だが、基板を2枚用意する必要があったため、対戦台はあまり普及しなかった。本作で新たに採用された、NINTENDO 64との互換性がある基板「アレック64」は、後に発表された新シリーズ『HiPaiパラダイス』にも採用されている。
香山タマミと麻比奈百合奈はプレイヤーの案内役として登場する。1人プレイモードではある条件を満たすことで彼女達とも対戦が可能となるが、あくまでおまけなので2人の脱衣シーンは水着止まり。脱衣アニメは上記作品のそれを元に、着衣や背景の一部を変更したもの。ただし、グラフィック自体は描線から全て描き直されている。
リリース時期には既に対戦麻雀は世にありふれておりブームが過ぎてしまっていたことや、脱衣アニメーションは過去作の焼き直しの上、同時期に出ていた他作品がそれぞれ特色を打ち出している中で本作は麻雀部分も突出した部分が無かっただけに、歴代の作品の中では最も人気は芳しくなかった模様。
実質上、本作がアーケードでのシリーズ最終作となった。家庭用ゲーム機への移植も行われてはいないが、脱衣アニメの一部はネオジオポケット版へ流用されている。

### スーパーリアル麻雀 for Mobile（フィーチャーフォン版）
2003年に配信開始。上記の『PII』から『P7』までのヒロイン達が総登場する、初の携帯アプリ作品。携帯版オリジナルヒロインの「ひな子」が登場した。シリーズ上では『PV』の登場ヒロインとして扱われている。
4人打ち/2人打ち麻雀アプリのほか、ヒロインとの恋愛シミュレーション「彼女のメールBOX」、ヒロインと花を育てる「彼女のために花束を」といったコンテンツがある。また新作の待ち受け画像やFlashゲームなどが毎月リリースされている。
「彼女のメールBOX」は『PII』から『P7』のヒロイン達がすべて「SRMタウン」という架空の都市に住んでおり、主人公（＝ユーザー）も17歳の高校2年生という設定になっている。ただし、異なるシリーズのヒロイン同士に接点はない模様。
キャリア公式コンテンツではあるが、「奇跡」シリーズとして乳首があらわになったイラストも提供している。
2013年12月10日をもって更新が停止した。
更新停止以前はユニバーサルエンターテイメントによる運営。更新停止後はシーエー・モバイルが引き継ぎ、旧コンテンツの維持のみ行われた。
2015年12月31日にてサービス終了。

### スーパーリアル麻雀 for Mobile（スマートフォン版）
上記フィーチャーフォン版のプラットフォームをandroidおよびiOS環境に移行したもの。フィーチャーフォン版同様シーエー・モバイルが運営している。
各種イラストが高解像度で提供されている。
携帯キャリアやGoogle Play、App Storeとは完全に独立した仕様としたため、「奇跡」コンテンツが容易に閲覧できる仕様となった。
2015年12月現在、オリジナルデザイナーである田中良によるスーパーリアル麻雀の新作イラストが提供されるのは本作及び後述のスマートフォン版（本作とは別）のみである。

### スーパーリアル麻雀P8
本作の配信に合わせて担当声優によるユニットが結成され、楽曲の発売やイベントの開催が実施されている。
SRM（スーパーリアルマネージメント）
- 天草 じゅん（あまくさ じゅん）
  - 声：今野澪
  - 誕生日：10月16日（天秤座）
  - 血液型：B型
  - 身長：148cm
  - スリーサイズ：B100 / W57 / H83（Jカップ）
  - 出身地：東京都

- 川村 榛名（かわむら はるな）
  - 声：吹上祐希/千歳あめ
  - 誕生日：11月14日（蠍座）
  - 血液型：AB型
  - 身長：160cm
  - スリーサイズ：B83 / W58 / H83（Dカップ）
  - 出身地：群馬県

- 星月 すばる（ほしづき すばる）
  - 声：佐藤つぐみ/茜空良
  - 誕生日：5月14日（牡牛座）
  - 血液型：O型
  - 身長：156cm
  - スリーサイズ：B76 / W57 / H86（Aカップ）
  - 出身地：愛知県豊橋市

Chocolatier（ショコラティエ）
- 森下 真帆（もりした まほ）
  - 声：桜田真咲/淵名真生
  - 誕生日：5月6日（牡牛座）
  - 血液型：A型
  - 身長：157cm
  - スリーサイズ：B86 / W59 / H85（Eカップ）
  - 出身地：埼玉県さいたま市

- 川津 聖純（かわづ せつな）
  - 声：椿あやね
  - 誕生日：7月25日（獅子座）
  - 血液型：B型
  - 身長：165cm
  - スリーサイズ：B85 / W58 / H84（Cカップ）
  - 出身地：沖縄県名護市

- 天羽 紫帆（あもう しほ）
  - 声：藤美咲
  - 誕生日：9月29日（天秤座）
  - 血液型：A(AO)型
  - 身長：161cm
  - スリーサイズ：B76 / W60 / H86（Aカップ）
  - 出身地：静岡県

- 奈良部 智加（ならべ ちか）
  - 声：月森楓
  - 誕生日：12月25日
  - 血液型：O型（山羊座）
  - 身長：145cm
  - スリーサイズ：B74 / W58 / H78（Bカップ）
  - 出身地：北海道稚内市

英ｘ亜8＼1女帝曲（えいあ はちぶんのいち じょていきょく）
- 理音 アユカ（ことね あゆか）
  - 声：月岡小夜
  - 誕生日：1月25日（水瓶座）
  - 血液型：B型
  - 身長：152cm
  - スリーサイズ：B84 / W55 / H77（Eカップ）
  - 出身地：台湾

- 柚木 ユイ（ゆずき ゆい）
  - 声：汐川ほたて
  - 誕生日：7月15日
  - 血液型：A型（蟹座）
  - 身長：159cm
  - スリーサイズ：B84 / W57 / H82（Cカップ）
  - 出身地：イギリス・ロンドン

凸凹☆☆（でこぼこきらりすたー）
- 仁見 紅葉（ひとみ もみじ）
  - 声：五月れい
  - 誕生日：10月18日（天秤座）
  - 血液型：A型
  - 身長：154cm
  - スリーサイズ：B72 / W54 / H79（Aカップ）
  - 出身地：神奈川県横浜市

- 渡瀬 いのり（わたせ いのり）
  - 声：菊地桃子
  - 誕生日：4月20日（牡牛座）
  - 血液型：A型
  - 身長：181cm
  - スリーサイズ：B92 / W63 / H93（Dカップ）
  - 出身地：東京都

- 東 あゆみ（ひがし あゆみ）
  - 声：浅利桃子
  - 誕生日：5月11日（牡牛座）
  - 血液型：O型
  - 身長：159cm
  - スリーサイズ：B86 / W63 / H86（Cカップ）
  - 出身地：東京都

志波姫（しわひめ）
- 山川 尚美（やまかわ なおみ）
  - 声：福原早紀
  - 誕生日：3月9日（魚座）
  - 血液型：B型
  - 身長：161cm
  - スリーサイズ：B85 / W57 / H83（Dカップ）
  - 出身地：新潟県

- 清多 陽茉莉（せた ひまり）
  - 声：舞川さくら
  - 誕生日：7月30日（獅子座）
  - 血液型：B型
  - 身長：163cm
  - スリーサイズ：B92 / W59 / H89（Fカップ）
  - 出身地：福岡県

## 評価

### 評価（II）
パソコンゲーム誌の編集者である前田尋之の公式サイト「電脳世界のひみつ基地」においてライターの稲波は、『PII』の難易度は前作と変わらないため、難しかったと振り返っている。
また、稲波は、シャツまでは気前よく脱ぐのに、ブラを外す場面で恥ずかしそうにするのは今更だと感じたと述べている。

### 評価（グラフィティ）
『スーパーリアル麻雀グラフィティ』はセガサターンマガジンソフトレビューでは6、7、8の21点（平均7.0点）。レビュアーはシリーズファンには3作まとめて遊べるお買い得品でリーチ時のビジュアルが多少増えているのがファンには見どころ、AC版と同じく高難易度でイラつく人も多いと思われるがコンティニューがあるため気力ある限り続けられる、音声はオリジナルを収録しているせいかエコー気味になっていることもあるがゾクゾクする、一方で麻雀ルーチンは1つになっているため完全移植とはいえないかもしれない、麻雀ゲーム初心者からすると凝ったビジュアルや演出ではなく物足りずオープニングやストーリーでビジュアルを増やしてほしかった、牌を切る手が見えなくなったなど細部はファンには不服かもしれないとした。

## 関連商品

### 家庭用ゲーム機版
PCエンジン版
『スーパーリアル麻雀Special〜ミキ、カスミ、ショウコの思い出より〜』（ナグザット）
1992年12月18日、SUPER CD-ROM2用で発売。
麻雀勝負で勝つと3人の思い出の写真が見られる。脱衣要素はなし。
- 芹沢 未来
  - 声：
  - 誕生日：10月5日（天秤座）
  - 年齢：17歳
  - 血液型：O型

- ショウ子
  - 声：
  - 誕生日：12月9日（射手座）
  - 年齢：17歳
  - 血液型：AB型

- 芹沢 香澄
  - 声：
  - 誕生日：9月18日（乙女座）
  - 年齢：15歳
  - 血液型：A型

『スーパーリアル麻雀PIVカスタム』（ナグザット）
1993年12月17日、SUPER CD-ROM2用で発売。
アルバイト面接の麻雀実技試験という設定は原作と同じだが、脱衣シーンについては「エアコンの故障で部屋が暑いから」という設定に変更されており、それに合わせてボイスも差し替えられている。脱衣アニメは原作にほぼ忠実に作られているが、自主規制により、ブラジャーの下にさらにブラジャーを着けているという不自然な描写が見られる。3人に勝つとおまけで『PII』『PIII』のヒロインとも対局できる（絵は完全描き下ろしのカット割り絵と水着）。フリー対戦モードもあり。忠実な脱衣要素は、極少数に贈られた非売品のスペシャル版で収録（スペシャル版の入手などについては下記の『PII&PIII』を参照）。
『スーパーリアル麻雀PII＆PIIIカスタム』（ナグザット）
1994年8月5日、SUPER CD-ROM2用で発売。
脱衣シーンは着替えという設定に変更（ショウ子は就寝前、香澄は友達と出かけるため、未来はアルバイトに出かけるため）され、ボイスも差し替えられている。『PIVカスタム』同様、脱衣アニメは原作に忠実に作られているが、やはり自主規制によりブラジャーの下にブラジャーを着けている。クリア後には描き下ろしの1枚絵が表示される。また、スタッフロール後にはおまけで『PIV』のヒロインとも対局できる（絵はアーケード版の脱衣シーンからの抜粋と描き下ろしの水着の1枚絵）。フリー対戦モードもあり。
なお、本作のVSモードで全ヒロイン6人に勝って出てくる文字を並べ替えるとクイズになり、その答えを送って正解したユーザーの中から抽選で（推定）15人にシリアルナンバー入りの限定版非売品『スーパーリアル麻雀PII・PIIIカスタムすぺしゃる☆』がプレゼントされた。『すぺしゃる☆』版では、VSモードの『PIV』のキャラクターグラフィックが新しく書き換えられたほか、アーケード版をかなり忠実に再現した脱衣ビジュアルが収録されているが、応募問題は『スーパーリアル麻雀』シリーズとはまったく無関係なクイズが出題され、発売元であるナグザットのファンにしか分からない仕組みになっていた。
『スーパーリアル麻雀PVカスタム』（ナグザット）
1995年3月3日、SUPER CD-ROM2用（アーケードカード対応）で発売。
ハード機能の制約により解像度は落とされているが、アーケードカード対応により、原作のアニメーションシーンをドット絵による滑らかな動きで再現している。プレイヤーは写真部の部長で、3人に写真撮影のモデルを頼むという設定になっており、台詞も差し替えられている。写真撮影という設定により、脱衣シーンの途中でストップモーションになりシャッター音が入るシーンがある。これまでのシリーズ同様自主規制は入っているが、ヒロインによっては乳首が見えるシーンもある。また、裏技を使用すると通常ではカットされている脱衣シーンが追加される。フリー対戦モードでは『PII』〜『PIV』のヒロインも登場。
スーパーファミコン版
『スーパーリアル麻雀PIV』（セタ）
1994年3月25日発売。
3姉妹の中からデート相手を選んで対局し、プレイヤーが上がった点数によってデートの内容が異なる。
『スーパーリアル麻雀PVパラダイス オールスター4人打ち』（セタ）
1995年4月21日発売。
シリーズ初の4人打ち麻雀で、アーケード版の『PII』から『PV』までに登場した9人のヒロイン達とトーナメント戦で対局する。
3DO版
『スーパーリアル麻雀PIV＋相性診断』（セタ）
1995年3月10日発売。
アーケード版とはアルゴリズムが大きく異なっているのが特徴で、『PII』『PIII』とのヒロインたちも登場する相性診断モードが収録されている。
『スーパーリアル麻雀PV』（セタ）
1995年12月15日発売。
3DO独自のレギュレーションである16歳未満不適タイトルとして発売され、『アイドル雀士スーチーパイSpecial』などの移植作品と同様に、脱衣シーンも忠実に再現している。
セガサターン版
発売された5作品全てにP's CLUB（公式ファンクラブ）会員限定バージョンが存在する。通常版との違いは、CDソフトがピクチャーレーベルへと変更されたほか、マニュアルに描き下ろしマンガなどでページ数が増え、ゲーム本編に声優インタビューの収録やオリジナルミニゲームの追加など、豪華仕様になっているのが特徴。
『スーパーリアル麻雀PV』（セタ）
1995年5月26日発売。
年齢制限（X指定）付きで発売され、脱衣シーンは完全移植。本作と3DO版、それをベースとしたSwitch版はアーケード版には無かったタイトルデモ画面と脱衣シーンのBGM、アーケード版のアフレコ時に録音されながらも使われなかった役の読み上げなどのボイスの追加、一部の効果音の変更が施された一方で後のシリーズとは違い脱衣シーンはムービーによる収録のためか画質はアーケード版より若干劣る。またアーケード版難易度3以上でクリアするとエンディング後に隠しグラフィックが現れる。
『スーパーリアル麻雀グラフィティ』（セタ）
1995年11月24日発売。
年齢制限（X指定）付きで発売され、脱衣シーンは完全移植。『PII』『PIII』『PIV』が収録されており、対局中のゲームグラフィックは『PV』同様に顔グラフィックが表示される仕様に改良されている。
『スーパーリアル麻雀PVI』（セタ）
1996年5月17日発売。
年齢制限（X指定）付きで発売され、脱衣シーンは完全移植。ゲームをクリアしていなくてもすべてのビジュアルが見られる隠しコマンドが存在する。
『スーパーリアル麻雀P7』（セタ）
1998年5月21日発売。
セガサターンのX指定が廃止されたため、18歳以上推奨指定で発売。この影響で脱衣シーンの乳首の露出はなくなっているが、差し替え用としてアーケード版よりもアニメーションパターンが増えた描き下ろしのビジュアルシーンが追加された。セガサターンの周辺機器である「拡張RAMカートリッジ 4MB」にも対応している。
『リアル麻雀アドベンチャー 海へ 〜SummerWaltz〜』（セタ）
1998年11月5日発売。
全年齢指定。『PV』〜『P7』のヒロインが登場する恋愛アドベンチャーゲーム。化石採掘に情熱を燃やす青年の主人公は、化石が名物の海辺の町「浜ヶ崎」で開催される「化石グランプリ」を夏休みに訪れ、浜ヶ崎にリゾート旅行に来たヒロインたちと出会うという設定。麻雀シーンはないが、採掘した化石による絵合わせで麻雀のような役を作ってポイントを競う要素があり、その結果がエンディングに影響する。また、『P7』のヒロインは化石グランプリのトレードの相手として登場するのみで攻略できない。また、原画家は変更されている。
ヒロイン／歌
- 遠野 みづき（とおの みづき）

声：中山真奈美
- 藤原 綾（ふじわら あや）

声：山崎和佳奈
- 早坂 晶（はやさか あきら）

声：丹下桜
- 香山 タマミ（かやま たまみ）
- オリジナルソング

声：豊嶋真千子
- 来宮 ゆかり（きのみや ゆかり）

声：大塚瑞恵
- 栗原 真理（くりはら まり）

声：柳沢三千代
- クリス・ガーランド (Christine Garland)

声：小山裕香
PC-FX版
『スーパーリアル麻雀PV-FX』（セタ）
1996年3月29日発売。
他機種版とはレーティングの基準が異なるため、18歳以上推奨指定で発売された。PCエンジン版の『PV』と違い、脱衣シーンやHシーンもアーケード版のなめらかなアニメーションを含め、完全移植している。
ネオジオポケットカラー版
『スーパーリアル麻雀プレミアムコレクション』（SNK）
2001年3月29日発売。18歳以上推奨。
『PV』の3人と、『PVI』から香山タマミと栗原真理、『P7』から麻比奈百合奈と豊原エツ子といった、3作品総勢7人のほか、『PII』のショウ子も案内役として登場する。圧縮したデータを高速に転送する「NPVフォーマット」を独自開発しており、アーケード並みの脱衣アニメを再現。さらに家庭用では未発売だった『スーパーリアル麻雀VS』のグラフィックや新規描き起こし脱衣グラフィックも随所に追加されている。また、外出先でも安心してプレイできるように考慮した「ムービーカット」機能も付いた。
SNKが関わっていることから、デモイラストの原画は同社所属のFalcoonが担当している。
ゲームボーイアドバンス版
『スーパーリアル麻雀同窓会』（ロケットカンパニー）
2004年11月4日発売。
対戦するチームを選択して麻雀に勝つとミニゲームでコスプレ写真を獲得できる「ストーリーモード」など、3つのモードが収録されている。シリーズファン向けのトリビアがちりばめられ、ゲーム難易度自体も低い。
Nintendo Switch版
『スーパーリアル麻雀PV』（マイティークラフト）
2019年3月14日発売（ダウンロード限定）。
『PV』を家庭用ゲーム機へ移植するのはSS版以来となる。レイティングはCERO：D（17才以上対象）（コンテンツアイコンは「セクシャル」が付加されている）。セガサターン版に準拠しているが、脱衣シーンの中には、見えてはいけないところには白い光といった処理が施されている。しかし、その処理が不十分だった箇所が見付かったため、発売から4日後に一時的に配信が停止された。
『スーパーリアル麻雀PVI』（マイティークラフト）
2019年5月23日発売（ダウンロード限定）。
『スーパーリアル麻雀P7』（マイティークラフト）
2019年6月13日発売（ダウンロード限定）。「ごほうび動画」についてはセガサターン版と同様のものに加え、各ヒロインのストーリーをクリアすればオプションでアーケード版と同様のものに切り替えられる「夜モード」を搭載している。
『スーパーリアル麻雀 LOVE♥2〜7!（らぶに〜な）』（シティコネクション）
2020年4月23日発売（パッケージ限定）。
『グラフィティ』（PII・PIII・PIV）、『PV』、『PVI』、『P7』を収録したオムニバスソフト。本作収録の『PV』は、アニメーションの画質を向上させるリマスタリングが行われている。
本作はパッケージの「通常版」と「特装版」が発売される。特装版では漫画家のMARUTAが手掛けたパッケージ絵が用いられ、収録タイトルのイラストが描かれた「復刻インストラクションカード」と本作用に新規制作された豆本（脱衣アニメシーンがパラパラ漫画形式で描かれた内容）が同梱されている。また、ソフト本体とは別に、原作発売当時の1980 - 1990年代に配布されていた豆本の復刻版が15冊セットで同日に発売された。この復刻版のイラストは、Nintendo Switch版のような修正がない状態で描かれているため、ソフトと別売りという形が取られた。
『スーパーリアル麻雀グラフィティ』（マイティークラフト）
2020年12月24日発売（ダウンロード限定）。

### パソコン版
コンピュータソフトウェア倫理機構発足後に発売されたタイトルは、審査によりR指定を受けたため、厳密にはアダルトゲームに分類される。
- PC-9801版『スーパーリアル麻雀PII＆PIII』 (VING)
  - 「不条理な強さ」までは移植されなかった。この点は後述のX68000版やFM TOWNS版でも同様。
- PC-9801版『スーパーリアル麻雀PIV』 (VING)
- X68000版『スーパーリアル麻雀PII＆PIII』 (VING)
- X68000版『スーパーリアル麻雀PIV』 (VING)
- FM TOWNS版『スーパーリアル麻雀PII＆PIII』 (VING)
- FM TOWNS版『スーパーリアル麻雀PIV』 (VING)
- PC-9801版『スーパーリアル麻雀PIV FINAL』 (VING)
  - 1995年2月16日にCD-ROM版として発売。ハードディスクへのインストールが可能。98版では16色で描かれていたグラフィックは256色で描き直され、アーケード版のアニメーションを忠実に再現した。コンシューマー機への各移植版ではアーケード版よりも難易度が低く設定されていたが、本作の移植はCPUの強さや思考ルーチンまでオリジナルを再現されている[45]。
- Classic Mac OS版『スーパーリアル麻雀PIV+相性診断』
- Windows 3.1版『スーパーリアル麻雀PIV』（セタ）
- Windows 95版『スーパーリアル麻雀PV』（セタ）
- Windows 95版『スーパーリアル麻雀PVI』（セタ）
- Windows 95/98版『スーパーリアル麻雀P7』（セタ）CERO：C（15才以上対象）[13]
- Windows 10版『スーパーリアル麻雀 LOVE♥2〜7! for PC』 (Zerodiv)
  - 2020年12月25日にDVDパッケージ版およびDMM Gamesでの配信により発売[46]。Nintendo Switch用ソフト『スーパーリアル麻雀 LOVE♥2〜7!』をWindows向けに移植したものであり、操作体系などの変更はある[47]ものの、オリジナル版（PCエンジン版やセガサターン版）に近い内容となっている[46]。また、追加要素として各ヒロインのストーリーを1回クリアした後にはアガりたい放題になる難易度「0（積込）」の「積込モード」を搭載している[注 4]。

### iPhone/iPod touch版
- 『あなただけの真理』（アルゼメディアネット） - 『PVI』のヒロインである栗原真理が秘書として登場する多機能アプリ。家計簿、タイマー、万歩計といった機能があり、使用回数に応じて衣装や台詞が変化する。
- 『スーパーリアル麻雀そりてぃあ』（シー・エー・モバイル）
- 『スーパーリアル麻雀そりてぃあ R』(マイティークラフト）

### Android版
- 『スーパーリアル麻雀』 - 配信はAPPLICOT VILLAGE。ストーリーと声優が一新されたほか、ナレーションを大塚明夫が担当している。
- 『スーパーリアル麻雀そりてぃあ R』(マイティークラフト）
- 『スーパーリアル麻雀R』(マイティークラフト）

### 書籍
- 『スーパーリアル麻雀PII&PIIIファンブック』（ソフトバンク、ISBN 4-89052-597-1）
- 『スーパーリアル麻雀PIV原画&設定資料集』（ソフトバンク、ISBN 4-89052-510-6）
- 『スーパーリアル麻雀PV原画&設定資料集』（ソフトバンク、ISBN 4-89052-673-0）
- 『スーパーリアル麻雀PVI原画&設定資料集』（ソフトバンク、ISBN 4-7973-0052-3）
- 『スーパーリアル麻雀ビジュアルファンブック』（エンターブレイン、ISBN 4-7577-0038-5）
- 『スーパーリアル麻雀P7ザ・グラフィックス』（アスペクト、ISBN 4-7572-0130-3）
- 『スーパーリアル麻雀のひみつ♡ 歴代麻雀ギャルズ9人のすべてを見せます!』（新声社、ISBN 4-88199-177-9） - 『PI』〜『PV』を扱った謎本。セタが監修に関わっている。
- 『メモリーズ スーパーリアル麻雀PV』（ビクターブックス、ISBN 4-89389-112-X） - 『PV』のCDブック。
- 『プライベート スーパーリアル麻雀PVI』（ビクターブックス、ISBN 4-89389-121-9） - 『PVI』のCDブック。
- 『香織♥悠♥愛菜 よろしくぅ！ スーパーリアル麻雀PIVコミックアンソロジー』（新声社、ISBN 4-88199-129-9）
- 『みづき♥綾♥晶 あ♥げ♥る!! スーパーリアル麻雀PVコミックアンソロジー』（新声社、ISBN 4-88199-165-5）
- 『スーパーリアル麻雀PVIコミックアンソロジー』（新声社、ISBN 4-88199-287-2）
- 『スーパーリアル麻雀PVパラダイス〜オールスター4人打ち アンソロジーコミック』（ソフトバンク、ISBN 4-89052-843-1）
- 『パステルDiary-スーパーリアル麻雀PV-』（ブロッコリー、ISBN 4-93886713-3） - 「コミックゲーメスト」（新声社）1995年3月号から1996年1月号に連載の水上広樹によるコミカライズ。
- 『スーパーリアル麻雀[麻雀同好会へようこそ]』（ワニブックス、ISBN 4-8470-3164-4） - 著：三井秀樹、挿絵：杉崎ゆきるによる『PV』のノベライズ。
- 『スーパーリアル麻雀PVI』（ワニブックス、ISBN 4-8470-3196-2） - 三井秀樹による『PVI』のノベライズ。
- 『脱衣遊技』 (G2Comix) - 鬼ノ仁によるコミカライズ。
- 『虜縛の籠〜船に囚われた女達〜』 (G2Comix) - 花村ベニヲによるコミカライズ。ジャンルは初のティーンズラブ。
- 『スーパーリアル麻雀 Super Real Mah-jong SPECIAL FUN BOOK 2012』（ユニバーサルエンターテインメント）
- 『スーパーリアル麻雀 Special Fun Book 2016』（シーエー・モバイル）

### CD
- 『〜SETAゲーム・ミュージック・シーン1〜 ツインイーグル&スーパーリアル麻雀PIII』（データム・ポリスター）
- 『突刊みつめていいよ 創刊号』（データム・ポリスター）
- 『突刊みつめていいよ 夏休み大増刊号』（データム・ポリスター）
- 『みつめていいよ第2号 〜バレンタイン・スペシャル〜』（データム・ポリスター）
- 『みつめていいよ 香織・悠・愛奈 IN FOUR SEASONS』（データム・ポリスター）
- 『スーパーリアル麻雀PVI オリジナル・ゲームサウンドトラック』（ビクターエンタテインメント）

### ゲーム紹介ビデオ
- 『SETA VISUAL WORKS SCENE ONE スーパーリアル麻雀/ツインイーグル』（データム・ポリスター） - 『PIII』を収録。
- 『マージャンギャルズグラフィティVOL.2　電脳美少女図鑑』（ポニーキャニオン） - 『PII』『PIII』を収録。

### OVA
- 『スーパーリアル麻雀 ミキ・カスミ・ショーコのはじめまして』（データム・ポリスター）
- 『麻雀バトルスクランブル 混乱的戦斗麻雀』（データム・ポリスター）